# Herz-Jesu-Kirche (Gerbstedt)
Die Herz-Jesu-Kirche war die katholische Kirche von Gerbstedt, einer Kleinstadt im Landkreis Mansfeld-Südharz in Sachsen-Anhalt. Die nach dem Heiligsten Herz Jesu benannte Kirche steht unter Denkmalschutz und ist im Denkmalverzeichnis mit der Erfassungsnummer 094 65771 als Baudenkmal eingetragen. Eine Nutzung als Veranstaltungsort ist vorgesehen.

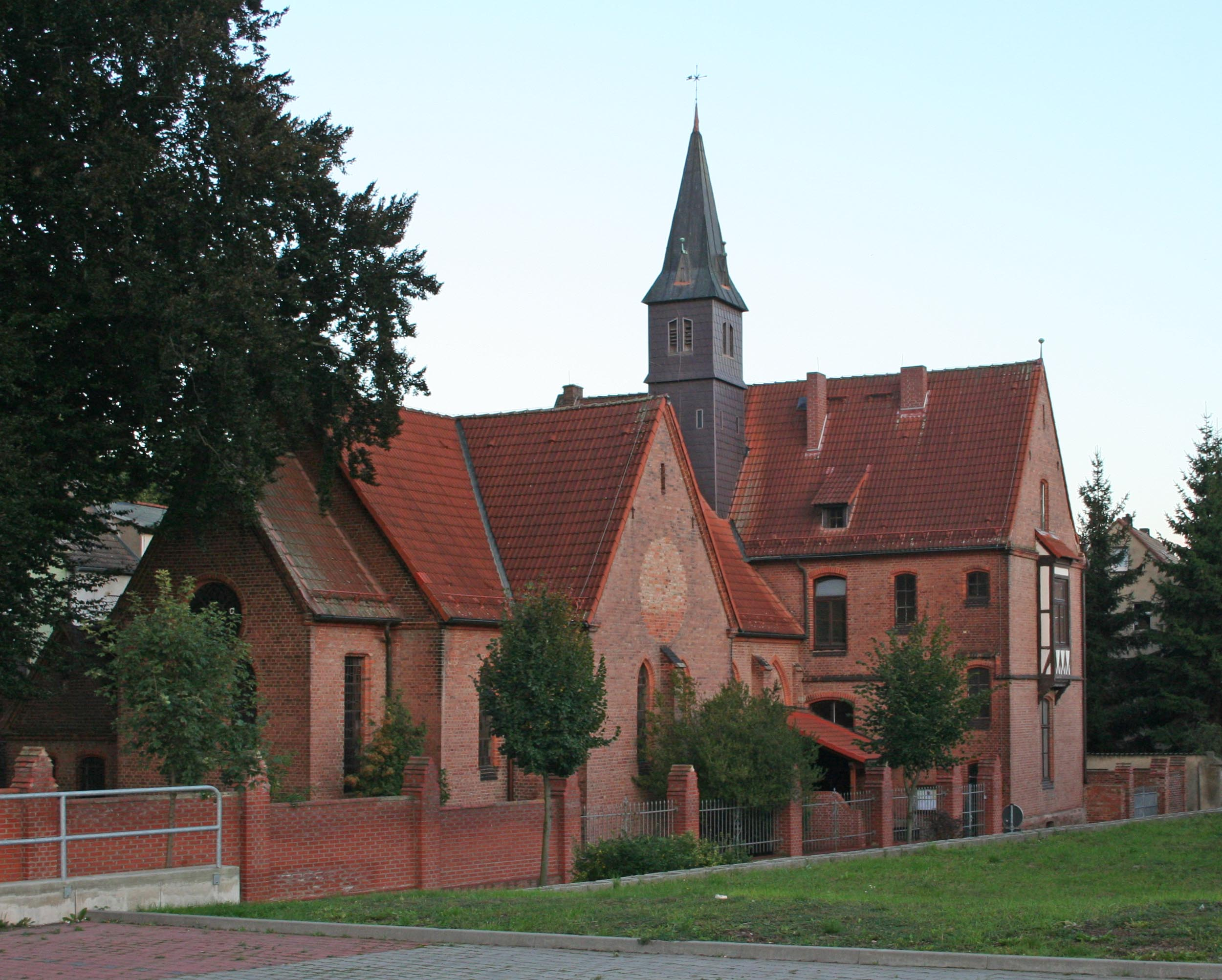
Ansicht von Nordwesten (2010)

## Lage
Die Herz-Jesu-Kirche steht nördlich der Altstadt auf dem Grundstück Freie Straße 2, in der Gabelung der Freien Straße mit dem Roten Berg.

## Geschichte und Architektur
Kurz nach dem Tod von Hoyer VI. von Mansfeld wurde in der Grafschaft Mansfeld, zu der Gerbstedt gehörte, die Reformation eingeführt. Dadurch wurde die Bevölkerung von Gerbstedt, die damals zum Archidiakonat Wiederstedt des Bistums Halberstadt gehörte, protestantisch.
Von Mitte des 19. Jahrhunderts an wanderten Katholiken vor allem als Arbeiter im Kupferschieferbergbau in den Mansfelder Gebirgskreis ein, so dass ab den 1860er Jahren vermehrt Kirchen in den Städten sowie einigen Dörfern entstanden. Die Katholiken in Gerbstedt gehörten zunächst zur Missionsgemeinde Eisleben. Die Region gehörte damals zum katholischen Bistum Paderborn, dessen Dom- und Diözesanbaumeister Arnold Güldenpfennig über 50 Jahre lang die Mehrzahl der Kirchenneubauten entwarf. Von ihm stammt auch ein Typenentwurf, der ein Pfarr- und Schulhaus anstelle des Turmes vorsah und der an verschiedenen Stellen in der damaligen Provinz Sachsen umgesetzt wurde. Nachweisbar auf Güldenpfennigs Typenentwurf gehen die katholischen Kirchen von Calbe (Saale), Eilsleben, Hecklingen und Unseburg zurück.
Auch die Kirche von Gerbstedt entspricht diesem Typus, denn sie besteht aus einem neugotischen Schiff, dem das Pfarr- und Schulhaus im rechten Winkel südlich angebaut wurde. Am Übergang wurde ein quadratischer Dachreiter eingefügt, so dass nicht völlig auf einen Glockenträger verzichtet wurde. Der eingezogene Rechteck-Chor befindet sich aufgrund der örtlichen Gegebenheiten im Norden, das Schiff besitzt ein Querhaus. Auch dies sind typische Elemente für Bauten Güldenpfennigs. Eine eindeutige Zuweisung zu Architekten kann aber nur durch einen konkreten Nachweis erfolgen.
1870 wohnten bereits rund 250 Katholiken in Gerbstedt und den umliegenden Ortschaften. Von diesem Jahr an fanden in Gerbstedt durch Geistliche aus der Missionspfarrei Eisleben, zu der die Katholiken in Gerbstedt damals gehörten, gelegentlich Heilige Messen statt. Zunächst im Saal des Schützenhauses, ab 1872 dann im Saal der Gaststätte Zur Mühle in der Zabenstedter Straße. Zu den Heiligen Messen gingen damals zwischen 150 und 200 Katholiken.
Da die im Kloster Eisleben lebenden Benediktinerinnen vom Heiligsten Sakrament im Zuge des Kulturkampfes Deutschland 1875 verlassen mussten, zog der Kaplan des Klosters, Johannes Pieper, am 3. Juli 1875 nach Gerbstedt um. Bereits am 4. Juli 1875 kam es in Gerbstedt zur Gründung einer katholischen Missionsvikarie, die der Missionspfarrei Eisleben zugeordnet war. Am 6. August 1875 wurde ein Haus angekauft, in dem eine Wohnung für Missionar Pieper und eine Notkapelle eingerichtet wurden. Die Nutzung der Notkapelle wurde jedoch durch den Kulturkampf bis Herbst 1877 verboten, erst am 11. November 1877 fand ihre Benediktion durch Missionspfarrer Kemper aus Eisleben statt. Bis dahin wurde für die Heiligen Messen weiterhin der Saal der Gaststätte Zur Mühle genutzt. Die Eröffnung einer katholischen Schule folgte 1879.
1883/84 wurden die für den Bau der Kirche, der Schule und des Pfarrhauses erforderlichen Grundstücke angekauft. 1903 übernahm Joseph Schäfers die Missionsgemeinde Gerbstedt, in seiner bis 1907 dauernden Amtszeit wurde die Herz-Jesu-Kirche erbaut. Von 1903 an wurden in Gerbstedt auch katholische Kirchenbücher geführt. Der Bau der Kirche begann am 13. Juli 1905, und schon zehn Monate später konnte sie am 27. Mai 1906 durch den Pfarrer Meintrup aus Eisleben benediziert werden. Der Paderborner Bischof Wilhelm Schneider vollzog die Konsekration am 13. Mai 1908. Die Kirche diente nicht nur den zirka 340 Katholiken Gerbstedts für den Gottesdienst, sondern auch geschätzten 600 Saisonarbeitern. Petrus Legge, der spätere Bischof von Meißen, folgte Joseph Schäfers als Missionsvikar in Gerbstedt. Legge blieb bis 1911 in Gerbstedt.
Am 1. November 1919 erfolgte die Erhebung der bisherigen Filialvikarie Gerbstedt zur Filialkirchengemeinde (Pfarrvikarie) der Pfarrei Eisleben, zur Gründung einer selbstständigen Pfarrei kam es in Gerbstedt nie. Das Preußenkonkordat vom 14. April 1929, durch die Bulle Pastoralis officii nostri vom 13. August 1930 in Vollzug gesetzt, errichtete die Mitteldeutsche Kirchenprovinz. Infolgedessen kam der vom Geistlichen Gericht Erfurt abgetrennte Regierungsbezirk Merseburg mit den Dekanaten Eisleben, Halle/Saale und Wittenberg an das nunmehrige Erzbischöfliche Kommissariat Magdeburg. Zum Dekanat Eisleben gehörte damals auch die Pfarrei Eisleben mit ihrer Filialkirchengemeinde (Pfarrvikarie) Gerbstedt. In der Zeit des Nationalsozialismus wurde die katholische Schule 1938 geschlossen.
Nach dem Zweiten Weltkrieg wuchs die Anzahl der Gemeindemitglieder infolge der Flucht und Vertreibung Deutscher aus Mittel- und Osteuropa sprunghaft auf zirka 3000 im Jahr 1946 an.
Eine Renovierung und ein Umbau von Kirche und Pfarrhaus erfolgte in den Jahren 1963/64. Am 6. Dezember 1964, dem 2. Adventssonntag, weihte Adolphus Fürstenberg, Bischof des Bistums Abercorn im afrikanischen Sambia, einen neuen Altar. Adolphus Fürstenberg war der Bruder von Paul Fürstenberg (1917–2010), der von 1952 bis 1986 Pfarrvikar in Gerbstedt war. 1994 wurde die Kirche dem wieder erstandenen katholischen Bistum Magdeburg zugeordnet. Eine weitere Renovierung wurde 1998 vorgenommen.
Am 28. Januar 2007 wurde der Gemeindeverbund Hettstedt – Gerbstedt – Helbra – Klostermansfeld – Siersleben errichtet, der auch Gemeindeverbund Mansfelder Land genannt wurde. Zu diesem Zeitpunkt gehörten zur Pfarrvikarie Herz Jesu in Gerbstedt rund 240 Katholiken. Das Dekanat Eisleben wurde zum 1. Januar 2009 aufgelöst und die Pfarrvikarie Gerbstedt dem neugegründeten Dekanat Merseburg angeschlossen. Am 28. November 2010, dem 1. Sonntag im Advent, entstand aus dem Gemeindeverbund die heutige Pfarrei St. Georg Hettstedt, zu der neben der Herz-Jesu-Kirche in Gerbstedt auch die Kirchen St. Barbara in Helbra, Unbefleckte Empfängnis in Hettstedt, St. Joseph in Klostermansfeld und St. Bonifatius in Siersleben gehörten.
Allerdings erfolgte bereits am 2. September 2016 die Profanierung der Herz-Jesu-Kirche. Im Jahr 2018 übernahm die Stadt das Gotteshaus, um es als Veranstaltungsort zu nutzen. Das nächstliegende katholische Gotteshaus ist heute die St.-Josef-Kapelle in Hettstedt in rund neun Kilometern Entfernung.

## Inneres und Ausstattung
Das Innere zeichnet sich durch eine flache hölzerne Muldendecke sowie eine Orgelempore im Süden aus. Zudem befand sich in der Kirche eine hölzerne Heiligenfigur des späten 15. Jahrhunderts.
Die Glocke wurde 2017 in der St.-Konrad-Kirche in Aken wieder aufgehängt.